# Henri Nallet
Henri Nallet (Bergerac, 6 gennaio 1939 – Réville, 29 maggio 2024) è stato un politico francese.

## Biografia
Membro del Partito Socialista Francese, fu per due volte Ministro dell'Agricoltura (1985-1986 e 1988-1990); fu anche Ministro della Giustizia dal 1990 al 1992. 
Fu sindaco di Tonnerre dal 1989 al 1998.
Henri Nallet morì a Réville il 29 maggio 2024 all'età di 85 anni.